# Autodesprezo
Nas ciências sociais, o auto-desprezo, ódio de si mesmo ou a identificação com o grupo dominante é descrito como o sentimento de rejeição sentido pelo indivíduo, pertencente a um grupo social de baixo status, diante de suas próprias características consideradas inferiores às dos grupos dominantes.